# دوبال

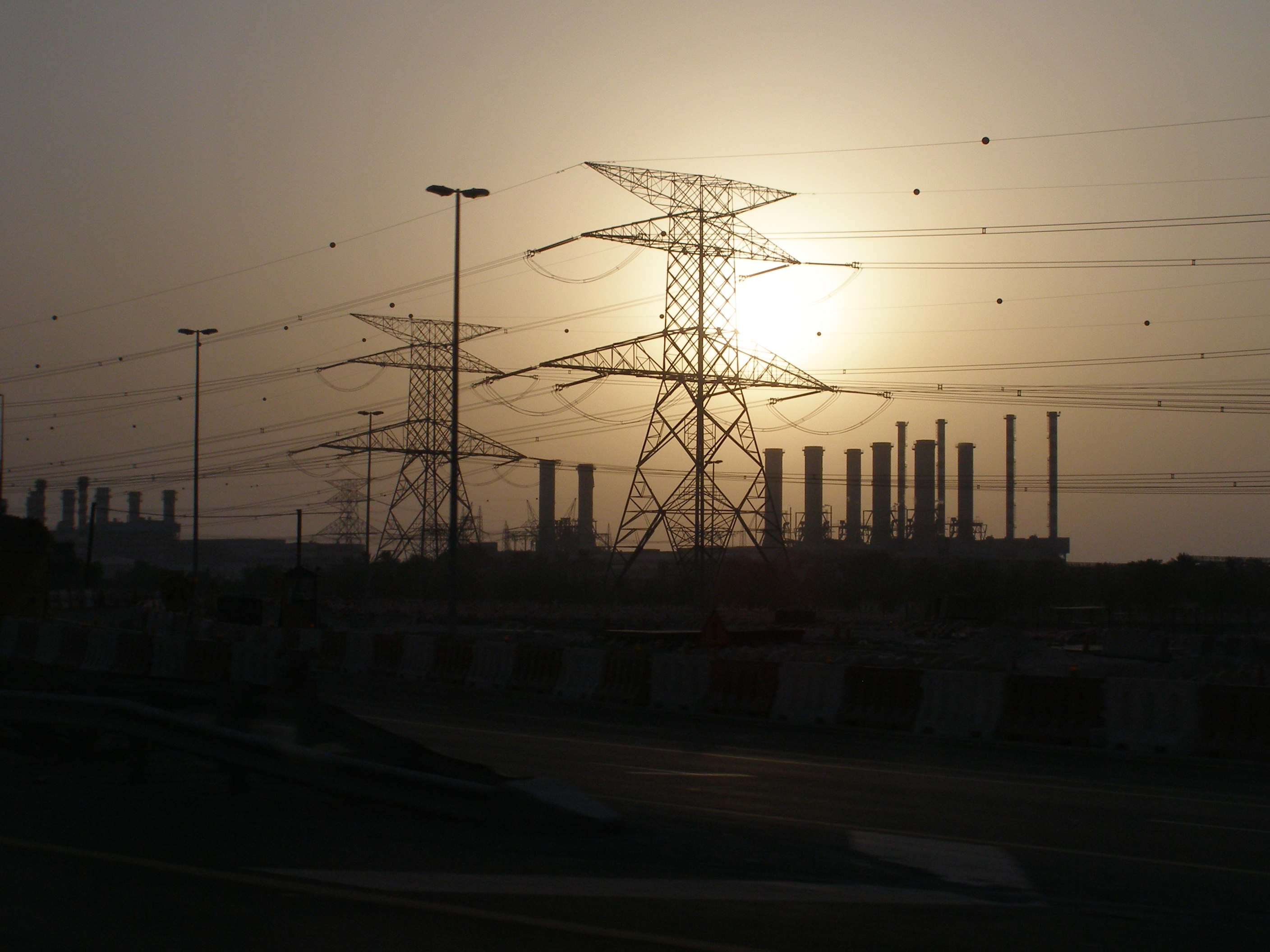
مصنع دوبال لحظة الغروب

دوبال اختصار لاسم شركة من أكبر شركات العالم لمصاهر الألومنيوم، وهي دمج لكلمتي دبي وألومنيوم، واسم الشركة الكامل هو شركة دبي للألومنيوم المحدودة - دوبال. تقع الشركة في جبل علي بالقرب من الميناء. وتملكها حكومة دبي. الشركة حاصلة على شهادة أيزو 9001 بخصوص مصهرها وعملية تحلية ماء البحر.

## تاريخ الشركة
تأسست شركة دبي للألمنيوم «دوبال»في عام 1979، بقدرة سنوية أولية للمصهر وصلت إلى 135 ألف طن، وتضاعفت، لتصل إلى نحو 950 ألف طن في نهاية عام 2008.ثم تم بناء محطة لتحلية المياه، بطاقة إنتاجية 30 مليون غالون من المياه الصالحة للشرب، لخدمة احتياجات دبي.
وفي يونيو 2013 تم دمج شركة ألمنيوم دبي المحدودة «دوبال»، والإمارات للألمنيوم «إيمال»، في شركة جديدة، مملوكة مناصفة لكل منهما، تُسمى «شركة الإمارات العالمية للألمنيوم» 

## حجم الشركة
تعتبر الإمارات العالمية للألمنيوم أكبر شركة صناعية في دولة الإمارات العربية المتحدة خارج قطاعي النفط والغاز، ومن أكبر الشركات العالمية المنتجة للألمنيوم عالي الجودة، ويقدر حجم عملها بعدة مليارت من الدولارات، ومصهرها هو أكبر المصاهر في العالم تجتمع فيه جميع عناصر الإنتاج. وبترتيب السابع من مصدري الألومنيوم الحار على مستوى العالم ويقدر ب 950,000 طن في العام. كما أنها أحد أكبر مصادر دخل دبي من غير النفط. وتنتج في شركة الإمارات العالمية للألمنيوم طناً واحداً من 25 طن من حجم الإنتاج العالمي أي ما يعادل 4% من حجم الإنتاج العالمي.
يشكل الألمنيوم الذي تنتجه الشركة، ثاني أكبر الصادرات المصنوعة في دولة الإمارات وذلك بعد صادرات النفط والغاز.ويعمل في الشركة 7 آلاف موظف وتعتبر ثالث أكبر مولد للكهرباء في الدولة.حيث تولد 4505 ميغاوات من الكهرباء،

## مواقع خارجية
- موقع دوبال الرسمي